# Zdeněk Mácal
Zdeněk Mácal (ou Zdenek Macal) est un chef d'orchestre tchèque, né à Brno le 8 janvier 1936 et mort le 25 octobre 2023.

## Biographie
À l'orée d'une carrière prometteuse, il quitte la Tchécoslovaquie lors de l'invasion soviétique de 1968, au moment du printemps de Prague.
Il dirige d'abord l'Orchestre symphonique de la radio de Cologne, puis se rend aux États-Unis d'Amérique, où il devient directeur musical des orchestres de Milwaukee (1986-1995), et du New Jersey.
En 2003, il retourne dans son pays natal pour diriger la prestigieuse philharmonie tchèque.